# Nowoarchanhelśk
Nowoarchanhelśk (ukr. Новоархангельськ, ros. Новоархангельск, Nowoarchangielsk) – osiedle typu miejskiego w rejonie hołowaniwskim obwodzie kirowohradzkim na Ukrainie, siedziba władz dawnego rejonu nowoarchanhelskiego.

## Historia

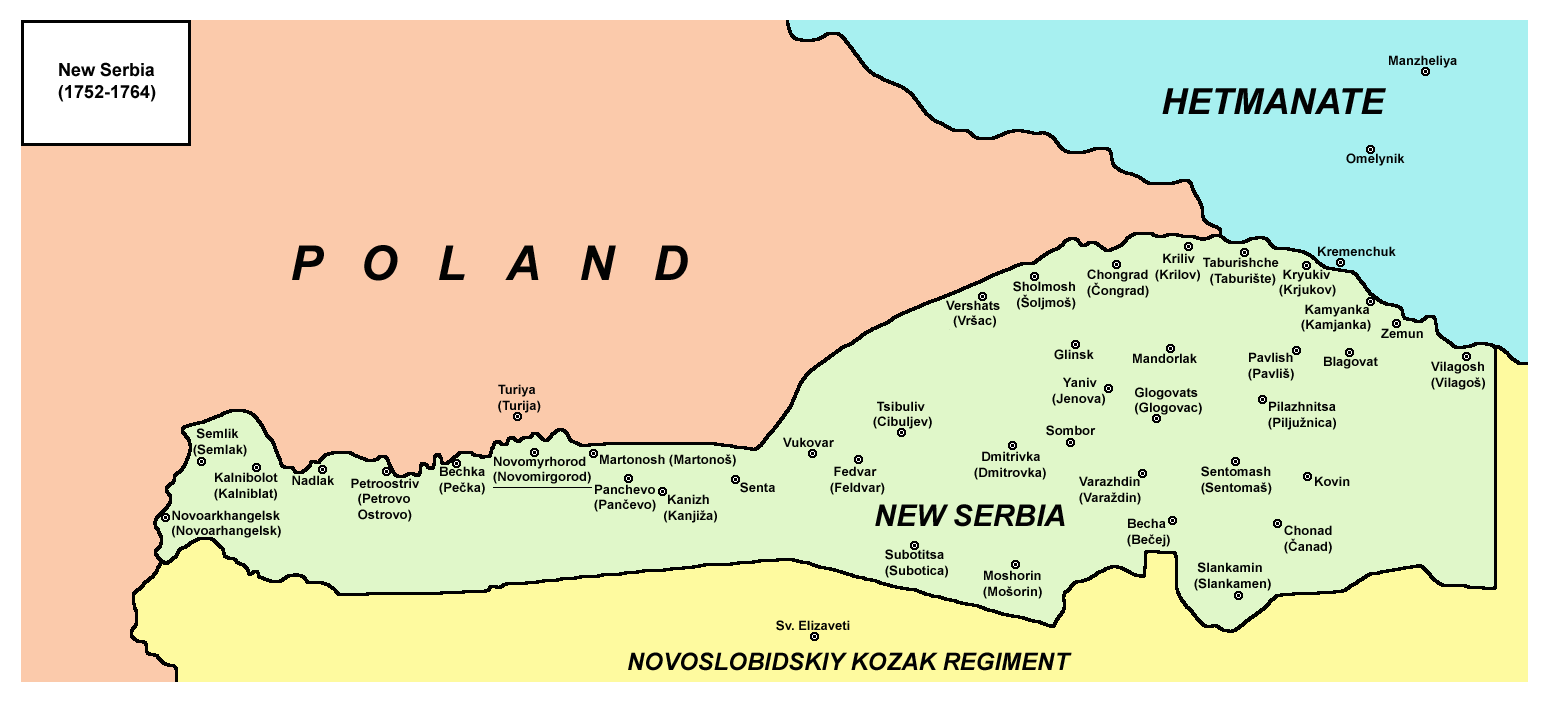
Nowoarchanhelśk był jedną z najbardziej na zachód wysuniętych miejscowości Nowej Serbii w XVIII w.

Miejscowość założona w XVIII w. Od 1752 w składzie Nowej Serbii. Od XIX w. do upadku caratu w jelizawietgradzkim ujeździe guberni chersońskiej Imperium Rosyjskiego.
W 1932 roku zaczęto wydawać gazetę.
Podczas II wojny światowej Nowoarchanhelśk był okupowany przez wojska niemieckie od 1941 r. do 14 marca 1944 r.
W 1989 liczyło 8388 mieszkańców, a w 2013 – 6364 mieszkańców.